# حماة (ملكة)
حَماة (بالأكدية:  Ḫamâ)، كانت ملكة الإمبراطورية الآشورية باعتبارها قرينة الملك «شلمنصر الرابع» (حكم من 783 إلى 773 ق.م). السجلات التاريخية لا تكشف شيئًا عن «حماة»، والغالبية العُظمى من المعلومات المعروفة عن الملكة تأتي من الدراسات التي أجريت على بقايا هيكلها العظمي ومُحتويات التابوت البرونزي الذي دُفنت فيه، والذي اكتشفه عُلماء آثار عراقيون في عام 1988 ولكن لم يتم تحديده بشكل مؤكد على أنه يعود لـ«حماة» حتى عام 2017. يُشير هيكل «حماة» إلى أنها توفيت في سن مُبكرة، في مرحلة ما بين سن 18 و 20 عامًا، وأنها عانت من بعض المُشكلات الصحية الخفيفة، بما في ذلك التهاب اللثة، ولوحية الأسنان، والتهاب الجيوب الأنفية.
بعد وفاتها، دُفنت «حماة» إلى جانب قبور ملكات آشوريات أخريات في العاصمة الآشورية نمرود. تم اكتشاف نعشُها في مدخل قبر أكبر من البقية؛ لم يكن هذا على الأرجح مكان الدفن النهائي المقصود لها ولكن ربما كان حلاً مؤقتًا، حيث ماتت شابة وربما لم يكن القبر المُناسب متاحًا بعد. دُفنت حماة إلى جانب بعض أروع كنوز المقابر الملكية، بما في ذلك عدد كبير من القُطع الذهبية.

## الحياة
تُشير ملامح عظام «حماة» إلى أنها تعرضت لصدمة شديدة أو مرض في مرحلة ما بين سن الثالثة والسادسة. هذه السمات تتمثل بخطوط توقف النمو على قصبة الساق اليمنى، مما يُشير إلى حدوث اضطراب مؤقت في نمو خلايا العظام، بالإضافة إلى نقص تكون الميناء على العديد من أسنانها، مما يُشير إلى أنها عانت من الإجهاد أثناء الطفولة. من المُستحيل تحديد سبب هذا التوتر والاضطراب، لكن التفسيرات المُحتملة تشمل أوجه القصور في الهرمونات أو التغذية أو الأمراض المُعدية أو الأورام. مهما كان السبب، تمكنت «حماة» من تجاوزها وعيش حياة طبيعية نسبيًا.
تزوجت «حماة» من «شلمنصر الرابع» (حكم من 783 إلى 773 ق.م) قبل أن يصبح ملكًا، بالنظر إلى وجود نقش من عهد والد شلمنصر، «أداد نيراري الثالث» (حكم من 811 إلى 783 ق.م) ، يذكر زوجة ابن «أداد نيراري». حكم «شلمنصر» آشور خلال فترة غامضة لم يصل منها ألينا سوى القليل من المعلومات. في هذا الوقت، يُعتقد أن الإمبراطورية الآشورية الجديدة قد مرت بفترة من التراجع، حيث أصبح المسؤولون أكثر قوة من الملك وازداد أعداء آشور قوة.
المعلومات التاريخية المُتعلقة «بحماة» وحياتها شحيحة للغاية، ليس فقط بسبب قلة عدد المصادر من تلك الفترة ولكن أيضًا لأن النصوص الآشورية تُشير عادةً إلى الملكات ليس بالاسم بل باللقب (مما يجعل من الصعب تحديد أي ملكة مذكورة في أي نص معين). تم تأريخ نص واحد فقط يُشير إليها بشكل آمن، وثيقة قانونية من عام 779 ق.م حيث يشمل الشهود المدرجون خادم الملكة والمشرف على منزل الملكة وعامل جلود الملكة. نص آخر، يذكر مدير قرية الملكة وراعيها، قد يرجع تاريخه إلى عهد «حماة» كملكة ولكن السنة تالفة وليس من الواضح ما إذا كانت من 793 ق.م أو 773 ق.م.
كانت «حماة» قصيرة إلى حد ما، حوالي 157.5 سم في الطول. عانت من بعض المشاكل الصحية البسيطة طوال حياتها، بما في ذلك مشاكل الأسنان والأنف الطفيفة. بما في ذلك التهاب اللثة، ولوحية الأسنان، والتهاب الجيوب الأنفية. لم تكن أي من هذه الأمراض خطيرة بشكل خاص، وكانت شائعة إلى حد ما في بلاد الرافدين.
خلال فترة وجودها كملكة، عاشت «حماة» في القصر الشمالي الغربي في نمرود. أصبحت النمرود عاصمة آشور في عهد «آشور ناصربال الثاني» (حكم 883-859 ق.م)، الذي كان مسؤولاً أيضًا عن بناء القصر الشمالي الغربي. أقيم هذا القصر العظيم على تل كبير وكان يُطل على المدينة بأكملها. لابد أن «حماة» ماتت في عهد زوجها أو بعد ذلك بقليل. كانت صغيرة جدًا وقت وفاتها، في مكان ما بين 18 و 20 عامًا فقط، مما يزيد من احتمالية وفاتها خلال فترة حكم زوجها (من أجل حساب العمر الذي كانت عليه في ذلك الوقت من زواجهم). لا تُعطي عظامها أي فكرة عن سبب وفاتها.

## الإرث

### القبر
دُفنت «حماة» في القصر الشمالي الغربي. ودُفنت بجانب مجموعة أخرى من قبور الملكات الآشوريات، في حجرة مُقببة تحت أرضية القصر. هذه المجموعة من المقابر، التي شُيدت عن قصد قبل وفاة الملكات، بدأت في البناء في عهد «آشور ناصربال الثاني» وابنه «شلمنصر الثالث» (حكم من 859 إلى 824 ق.م)، وظلت مُستخدمة حتى عهد «سرجون الثاني» (حكم 722 - 705 ق.م)، ودُفنت هناك الملكة أتاليا. لم يكن دفن الملكات في غرفة مُغلقة تحت أرضية القصر بدلاً من ان يُدفن مع أزواجهن في آشور لقلة الاحترام، ولكن كان من الشائع في بلاد الرافدين أن يُدفن مُتوفى الأسرة تحت سكن أحفاده للسماح بالحفاظ على الصلة بين الأحياء والأموات. كما يعكس دفنهم داخل القصر نفسه لقبهم (امرأة القصر) ودورهم في حياة القصر الملكي.

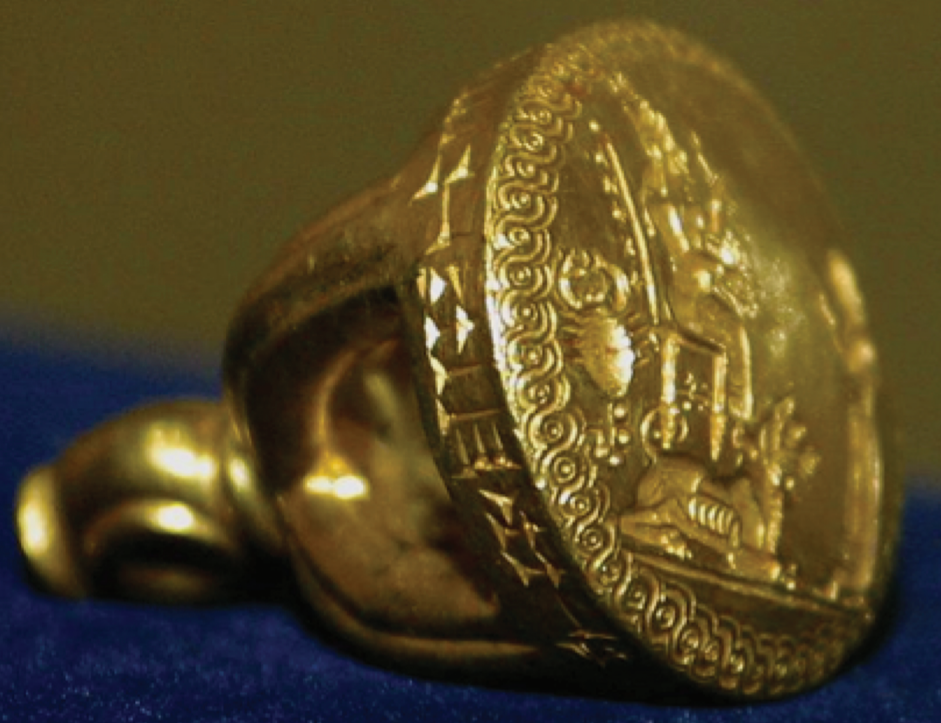
منظر جانبي لقلادة «حماة».

دُفنت «حماة» في تابوت من البرونز، عُثر عليه موضوعاً مقابل الجدار الشرقي لمدخل الغرفة التي تضم تابوت «موليسو-موكانيشات-نينوا»، ملكة «آشور ناصربال الثاني». من المُستحيل تحديد ما إذا كان التابوت قد تم وضعه هناك في الأصل أو تم نقله هناك لاحقًا، ولكن على أي حال لم يكن مكان الدفن النهائي المقصود، لأن التابوت كان يعيق جزئيًا مدخل قبر «موليسو-موكانيشات-نينوا». يُشير صغر سن «حماة» عند الوفاة إلى الموت المُفاجأ، وهو ما قد يُفسر دفنها في تابوت من البرونز وليس ناووسًا حجريًا (مثل النبلاء الآخرين) وربما الموقع الغريب للتابوت (يُقصد به أن يكون مؤقتًا حتى يمكن بناء قبر جديد).

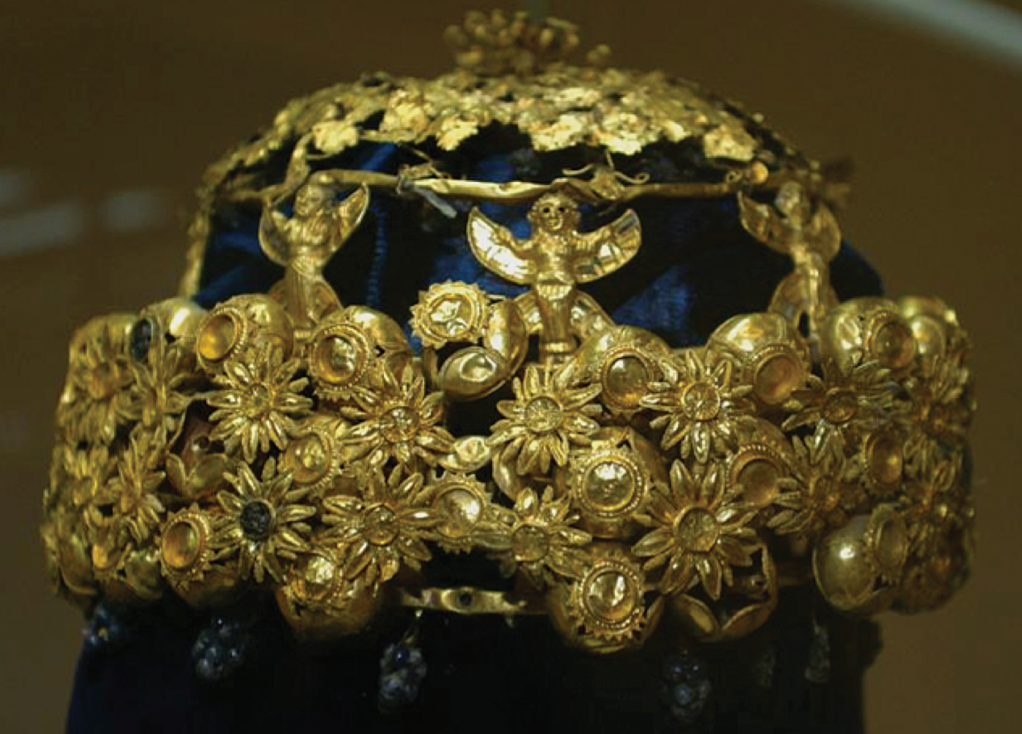
عُثور على تاج «حماة» الذهبي موضوعًا على رأسها [13].

دفنت «حماة» إلى جانب بعض أروع الكنوز المعروفة من المقابر الملكية، مما يدل على أهميتها. كان أشهرها تاجًا ذهبيًا يحتوي على مجموعة من النقوش، مثل الأكواب وأوراق الشجر ودبابيس وخواتم وخلاخيل وأساور وأواني. إلى جانب التاج توجد أيضًا كمية كبيرة من الجواهر والأحجار الكريمة والعديد من الأشياء الذهبية الأخرى، مثل الأكواب والأوراق ودبابيس الزينة والخواتم والخلخال والأساور والأوعية والأواني. تم وضع قلادة ذهبية حول عنق «حماة»، على شكل ختم، ونص مسماري يقول: "من حَماة ملكة شلمنصر، ملك آشور، زوجة ابن آداد نيراري". تظهر على الختم «حماة»، واقفة في خشوع أمام إلهة، ربما موليسو أو غولا. كانت «حماة» ترتدي التاج والخواتم والأساور وغيرها من الكنوز التي يتم ارتداؤها عند الدفن، ومن المُرجح أنها دُفنت على جانبها وركبتيها مطويتين. ربما تم التعجيل بدفنها بسبب عدم توقع وفاتها وعدم الاستعداد لها. يُشار إلى ذلك من خلال وجود مجموعة غير عادية من العناصر الجنائزية، بما في ذلك الأختام وكأس ذهبي يصور مشاهد لملك يخوض معركة، مما يوحي بأن مسؤولي القصر هرعوا لتجميع كل ما يُمكنهم الحصول عليه لوضعه في القبر.
في مرحلة ما، وُضع نعش برونزي آخر لسبب ما فوق نعش «حماة». تشتمل العظام المُستخرجة من نعش «حماة» أيضًا على بقايا هيكل عظمي لطفل يبلغ من العمر 6-12 عامًا، ولكن نظرًا لأن هذه العظام تتكون فقط من شظايا وضلع واحد، فمن غير المُرجح أن تكون قد تم ذفنُها في نفس وقت دفن «حماة». من المُحتمل أن تكون العظام قد أُضيفت بالخطأ من قبل الباحثين المعاصرين، العظام المنسوبة إلى نعش «حماة» تشمل أيضًا عظامًا متنوعة لرجال ونساء بالغين (أفراد مختلفين) تتطابق مع العظام المفقودة من الهيكل العظمي لـ«حماة»، وربما تمت إضافتها بالخطأ. لذلك ليس من المُستحيل أن تتم إضافة عظام طفل عن طريق الخطأ بنفس الطريقة.

## الدراسات الحديثة
تم أكتشاف قبر «حماة» ومقابر الملكات الآشوريات الأخريات خلال أعمال التنقيب التي أجريت في القصر الشمالي الغربي «لآشور ناصربال الثاني» في نمرود في أواخر الثمانينيات من قبل دائرة الآثار العراقية. أثناء التنقيب في أجزاء من الأحياء السكنية للقصر الشمالي الغربي في عام 1988، لوحظ وجود تفاوت في الأرضية، وسرعان ما تم اكتشاف غرفة المقابر أدناه. تم التنقيب في القبور وفحصها 1988-1990. على الرغم من الاعتراف على الفور بأن المقابر غير عادية بسبب الكنوز العظيمة التي تحتويها، إلا أن اكتشافها سرعان ما طغت عليه بداية حرب الخليج (1991)، مما يعني أن الدراسة العلمية للمقابر بعد ذلك كانت عملية بطيئة. من بين أكثر من عشرين شخصًا تم العثور عليهم في المقابر، لا يزال العديد منهم مجهولي الهوية، نظرًا لأن النقوش لا تقدم تعريفات لجميع الجثث والمقابر. تم توزيع الأفراد في أربع غرف مختلفة، ودُفِنوا في ثلاثة توابيت من البرونز وتابوتين من الصلصال، وثلاثة نواويس مصنوعة من الحجر (يضم العديد منها أكثر من جثة واحدة). عند التنقيب في المقابر في 1988-1990، وضع علماء الآثار جميع العظام في أكياس بلاستيكية، كُتبت كل منها بعد تابوت أو ناووس، ثم تم تخزين هذه الأكياس في متحف الموصل لمدة عقد من الزمن، وحفظت في مادة من الراتينج لتقليل مخاطر الهشاشة. ولأنها دفنت في تابوت من البرونز، فقد ظهرت بقع خضراء على عظام «حماة» بسبب تعرضها لأيونات النحاس أثناء التحلل. بسبب عدم وجود مصادر نصية تذكر الملكات، فإن تسلسل الأقارب الآشوريين غير معروف جيدًا من قبل المؤرخين. وبالتالي فإن «حماة» هي واحدة من الملكات القلائل التي اشتهر اسمها على الإطلاق.
على الرغم من اكتشاف التابوت البرونزي الذي يضم بقايا «حماة» (المعروف بالتابوت البرونزي 2) إلى جانب بقية المقابر في الثمانينيات، وتم العثور على قلادة تحمل اسمها، إلا أن «حماة» لم يتم التعرف عليها بشكل آمن على أنها الملكة المدفونة في التابوت. حتى الدراسة الأثرية والهيكلية والنصية لعام 2017 التي أجرتها المؤرخة «تريسي إل سبوريير»، والتي أستندت أساسًا إلى الإحالات المرجعية للتقارير السابقة حول مُحتوى التابوت. لم يتم مُلاحظة أهمية القلادة بشكل جدي حتى دراسة «سبوريير»، حيث افترض خطأً أن العظام في التابوت 2 كانت خليطًا من عظام أفراد مُختلفين (كما هو الحال في العديد من التوابيت الأخرى). في عام 2015، تحدثت المؤرخة «ياسمينة ويكس» ضد تحديد هوية ساكن التابوب 2 على أنه «حماة»، لم تكن تعتقد أن القلادة كانت قوية بما يكفي كدليل، حيث لم يكن بالضرورة أن تُدفن مع الشخص الذي تحمل اسمه. عززت «سبوريير» موقفها من الجثة على أنها تنتمي إلى «حماة» من خلال وجود التاج الملكي والعديد من الكنوز الأخرى (مما يدل على المكانة الملكية)، بالإضافة إلى وضعها داخل قبر ملكة أخرى. علاوة على ذلك، أشارة «سبوريير» إلى أن قلادة الختم كانت عنصرًا شخصيًا للغاية. يحتوي التابوت 2 أيضًا على ختم آخر منقوش، يعود للمخصي «نينورتا-ادويا-شوكشيد»، خادم «أداد نيراري الثالث»، ولكن يمكن استبعاد أن العظام تنتمي إليه نظرًا لأنها تعود لامرأة شابة. ربما كان ختم المخصي هدية جنائزية. فكرة أنه كان من المُمكن إعادة دفن عظام الإناث في التابوت 2، وتم دفنها في الأصل في مكان آخر، تم تجاهلها بواسطة «سبوريير»، نظرًا لأن التلوين الأخضر على العظام يُشير إلى أن الجسم كان في التابوت البرونزي طوال عملية التحلل وكانت الكنوز (التاج، القلادة، الأساور، إلخ) في مواقع تتوافق مع مكان ارتداؤها. وجد علماء آشوريون آخرون، بما في ذلك «ماكجواير جيبسون»، و«ديفيد كيرتاي»، و«إيكارت فرام» و«فرانسيس بينوك» أن تحديد «سبوريير» للعظام مُقنع. بالاقتران مع دراستها، أقامت «سبوريير» معرضًا صغيرًا في بجامعة تورنتو بعنوان "العثور على حماة، تحديد هوية ملكة منسية مدفونة في مقابر كالح". نالها المعرض جائزة معرض طلاب الدراسات العليا بالجامعة، والتي تعترف بالاستخدامات الفعالة لموارد المكتبة.
دمر مسلحوا التنظيم الإرهابي داعش أجزاء من القصر الشمالي الغربي، بما في ذلك نعش «حماة» البرونزي، في عام 2015 باستخدام البراميل المتفجرة. كما تعرض مُتحف الموصل للهجوم، مما ترك مصير بقايا «حماة» والمقتنيات الجنائزية مجهول. وفقًا لسبوريير، تم الإبلاغ مؤخرًا عن وجود العظام داخل حقيبة في المُتحف العراقي في التسعينيات، وتم تصوير الذهب والتاج هناك من قبل الجيش الأمريكي أثناء غزو عام 2003، ولكن اعتبارًا من عام 2019 لم تتمكن من الحصول على تأكيد بذلك. كانت الآثار لا تزال في حوزة المتحف.